# مدرسة تبشيرية

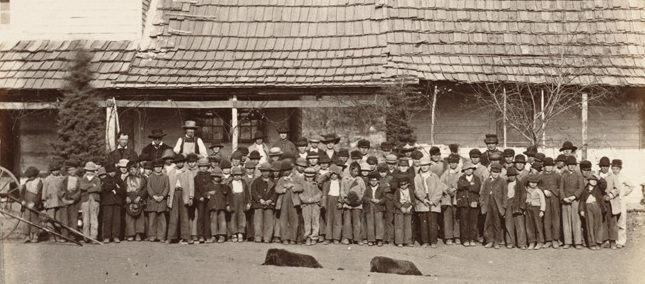
أولاد بوتواتومي في بعثة سانت ماري، كانساس، حوالي عام 1867

المدرسة التبشيرية أو مدرسة التبشير هي مدرسة دينية أنشأتها وكانت تديرها البعثات التبشيرية المسيحية. كانت المدارس التبشيرية شائعة الاستخدام في الحقبة الاستعمارية بهدف فرض الثقافة الغربية على الشعوب الأخرى. وقد تكون هذه المدارس يومية أو سكنية (كما هو الحال في نظام المدارس السكنية الهندية الكندية) وأنشئت المدارس التبشيرية في القرن السادس عشر في الهند. وظهرت في نهاية الأمر في كل قارة تقريبًا، واستمرت في بعض المناطق حتى أواخر القرن العشرين.
اتخذت هذه المدارس نهجًا إنجيليا و«دينياً صارما» ركز على التعليم الديني، بقصد تخريج معلمين جدد وقادة دينيين لنشر المسيحية بين الشعوب الأخرى. وقد قدمت هذه المدارس تدريبًا اكاديميًا ومهنيًا أيضًا، وحاولت إعاقة السلوكيات التقليدية للسكان المحليين. وعادةً ما كانت المدارس التبشيرية ممولة من الحكومة كما حدث في الولايات المتحدة عندما شعر الكونغرس بعدم حاجته لتقديم الكم الهائل من المال الضروري لبناء مدارس حكومية لتعليم الجالية الهندوأمريكية.